# Arteria epigastrica superior

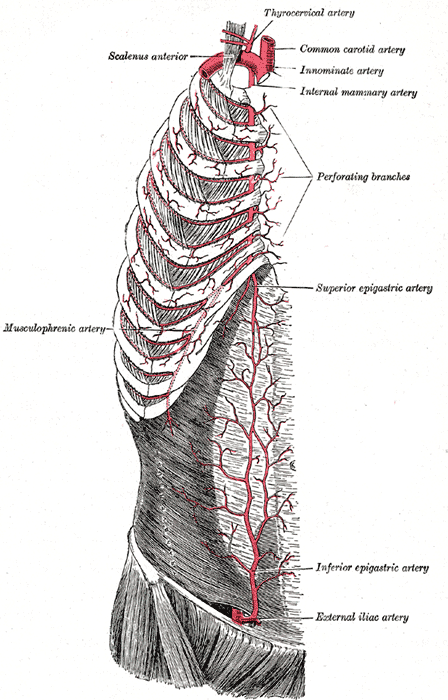
Arterien der Rumpfwand des Menschen

Die Arteria epigastrica superior („obere Oberbaucharterie“) – in der Tieranatomie als Arteria epigastrica cranialis bezeichnet – ist eine Schlagader, die aus der Brusthöhle kommend an die seitliche Rumpfwand zieht. Sie ist, neben der Arteria musculophrenica, einer der beiden Endäste der Arteria thoracica interna.
Die Arteria epigastrica superior versorgt die vordere obere Rumpfwand und anastomosiert in Höhe des Bauchnabels mit der Arteria epigastrica inferior. Bei Tieren mit thorakalen Milchdrüsen übernimmt sie die Versorgung der dortigen Mammarkomplexe.
Bei Arteriosklerose mit allmählicher Verengung der Aorta kann über Arteria epigastrica superior und inferior ein Kollateralkreislauf entstehen, der eine ausreichende Versorgung der unteren Extremität ermöglicht.